# Alveopora allingi
Alveopora allingi е вид корал от семейство Poritidae. Видът е световно застрашен, със статут Уязвим.

## Разпространение
Разпространен е в Американска Самоа, Австралия, Британска индоокеанска територия, Камбоджа, Коморски острови, Острови Кук, Джибути, Египет, Еритрея, Фиджи, Френска Полинезия, Гуам, Индия, Индонезия, Израел, Япония, Йордания, Кения, Кирибати, Мадагаскар, Малайзия, Малдиви, Мавриций, Майот, Мозамбик, Мианмар, Науру, Нова Каледония, Ниуе, Норфолк, Северни Мариански острови, Палау, Папуа-Нова Гвинея, Филипини, Реюнион, Самоа, Саудитска Арабия, Сейшелски острови, Сингапур, Соломонови острови, Сомалия, Южна Африка, Шри Ланка, Судан, Тайван, Танзания, Тайланд, Токелау, Тонга, Тувалу, Малки далечни острови на САЩ, Вануату, Виетнам, Уолис и Футуна и Йемен.